# E Inspäkter chunnt
E Inspäkter chunnt (standarddeutsch Ein Inspektor kommt) ist eine in schweizerdeutschem Dialekt gedrehte Fernsehfilm-Adaption von John Boynton Priestleys Drama Ein Inspektor kommt. Der vom Schweizer Fernsehen produzierte Film wurde am 18. Dezember 1983 zum ersten Mal ausgestrahlt.

## Handlung
Die Geschichte wurde von 1912 ins Jahr 1962 und von England in die Schweiz verlegt, wodurch die Namen und der politische Kontext verändert sind. Ansonsten entspricht die Handlung der literarischen Vorlage:
Im Haus des wohlhabenden Geschäftsmannes und Stadtrats Arthur Leu und seiner Frau Sybille wird gerade die Verlobung der Tochter Sonja mit Gerald Hofer gefeiert. Ebenfalls anwesend ist Erich, der Sohn der Leus. Da klingelt der Polizeiinspektor Wyss an der Tür und berichtet vom Suizid einer jungen Frau namens Eva Schmied, die in ärmeren Verhältnissen lebte. Er spricht mit jedem der fünf Familienmitglieder, und es stellt sich heraus, dass jeder von ihnen zum sozialen Abstieg und damit letztlich zum Suizid von Eva Schmied beigetragen hat:
Eva war in Arthurs Fabrik angestellt, doch als sie andere Frauen nach einer verweigerten Lohnerhöhung zum Streik animierte, entliess er sie. Dann fand sie eine Anstellung in einer Modeboutique, in der auch Sonja Kundin war. Einmal beschwerte sich Sonja beim Chef des Ladens über Eva, woraufhin diese wieder entlassen wurde. Monate später lernt Gerald sie (unter einem anderen Namen) zufällig in einer Bar kennen. Sie vertraut ihm und erzählt ihm von ihrem schweren Leben. Er beginnt eine Liebesaffäre mit Eva und unterstützt sie finanziell. Als er zu einer längeren Geschäftsreise aufbrechen muss, macht er Schluss mit ihr – für ihn hatte die Beziehung nie eine Zukunft, zumal er bereits mit Sonja liiert war. Als Sonja das hört, gibt sie ihm den Verlobungsring zurück, und Gerald geht.
Dann kommt heraus, dass auch Sybille Eva kannte: Eva war nämlich später von einem anderen Mann, der sie ebenfalls mit Geld unterstützte, schwanger geworden. Doch dann erfuhr sie, dass dieser das Geld gestohlen hatte, wollte es nicht mehr annehmen und wendete sich stattdessen an einen wohltätigen Frauenhilfsverein. In dem Komitee, das über ihr Hilfegesuch zu entscheiden hatte, sass auch Sybille und erwirkte, dass der Antrag abgelehnt wird. Eva habe sich an den Vater des Kindes zu halten. Dieser sei verantwortlich, man müsse ihn rücksichtslos zur Rechenschaft ziehen. Was Sybille zu diesem Zeitpunkt nicht wusste und erst jetzt durch das Verhör des Inspektors erfährt: Ihr eigener Sohn Erich ist der Vater des Kindes. Erich gibt nun zu, Geld aus der Firma seines Vaters entwendet zu haben, um Eva zu unterstützen.
Der Inspektor macht noch einmal deutlich, dass jeder von ihnen eine Mitschuld an dem Suizid trägt. Er plädiert für eine Gesellschaft, in der sich jeder für den anderen verantwortlich fühlt. Dann verlässt er die Familie. Während Erich und Sonja sich schuldig fühlen, wehren Arthur und Sybille jede Verantwortung ab und bezweifeln, dass die Geschichte stimmt und dass es sich um einen echten Polizeiinspektor handelte. Der zurückkommende Gerald bestätigt ihren Verdacht: Er hat sich telefonisch bei der Polizei nach einem Inspektor Wyss erkundigt und erfahren, dass es dort niemanden mit diesem Namen gebe. Ein weiteres Telefonat mit dem Krankenhaus ergibt, dass es an dem Tag auch keinen Suizidfall gab. Zudem hat der Inspektor jedem einzeln das Foto der Verstorbenen gezeigt, also ist nicht einmal sicher, dass es sich um dieselbe Person handelt. Damit ist für Arthur, Sybille und Gerald die Welt wieder in Ordnung, nicht aber für Erich und Sonja: Die einzelnen moralisch verwerflichen Handlungen bleiben trotzdem bestehen, und allein die Chance, dass ein Fall wie der von Eva Schmied hätte eintreten können, sollte allen zu denken geben. Plötzlich klingelt das Telefon, und Arthur nimmt ab: Die Polizei ist dran und sagt ihm, es habe einen Suizid einer jungen Frau gegeben, und ein Inspektor sei auf dem Weg, um ein paar Fragen zu stellen.